# Zuzana Mudrová
Zuzana Mudrová est une joueuse volley-ball tchèque, née le 30 janvier 1993. Elle mesure 1,86 m et joue au poste de centrale. 

## Clubs
| Club            | De        | À         |
| --------------- | --------- | --------- |
| SK Dansport     | 2000-2001 | 2002-2003 |
| SK Slavia Praha | 2003-2004 | 2006-2007 |
| PVK Olymp Praha | 2007-2008 | …         |

## Palmarès
- Championnat de République tchèque
  - Vainqueur : 2008.
  - Finaliste : 2012, 2013, 2014, 2015.
- Coupe de République tchèque
  - Finaliste : 2008, 2013, 2014, 2015.